# Bundesrecht
Unter Bundesrecht wird in Bundesstaaten beziehungsweise Staatenbünden das auf Bundesebene gesetzte Recht verstanden. Zum Bundesrecht gehört die Bundesgesetzgebung (die Bundesgesetze und deren Durchführungsbestimmungen) sowie die Rechtsprechung der obersten Instanzen. Bundesrecht betrifft die Angelegenheiten in Kompetenz des Bundes (den Gesamtstaat betreffend und die Vertretung des Staates nach außen), den Bund selbst als Rechtsperson (etwa als Arbeitgeber der Beamten oder als Völkerrechtssubjekt), sowie auch im Allgemeinen das Gemeinderecht, das Recht zur Regelung der Gemeindeebene. 
Gegensatz ist das von den Gliedstaaten gesetzte Recht, wobei auf rechtliche Konformität wert gelegt wird. In manchen Bundesstaaten hat das Bundesrecht automatisch Vorrang vor Landesrecht, wie in Deutschland, in anderen nicht.
Zu den einzelnen Staaten siehe:
- Bundesrecht (Deutschland), historisch: Bundesrecht (Deutscher Bund)
- Bundesrecht (Jugoslawien)
- Bundesrecht (Österreich)
- Bundesrecht (Schweiz)
- Bundesrecht der Vereinigten Staaten, siehe Federal Law